# (6085) Fraethi
(6085) Fraethi est un astéroïde de la ceinture principale.

## Description
(6085) Fraethi est un astéroïde de la ceinture principale découvert le 25 septembre 1987 à Brorfelde par Poul Jensen.
Il présente une orbite caractérisée par un demi-grand axe de 2,31 UA, une excentricité de 0,14, une inclinaison de 6,6° par rapport à l'écliptique. Son diamètre est d'environ 5 km.

## Compléments